# Беленькая (приток Оскола)
Беленькая (Белинькая) — река в России, протекает в Новооскольском районе Белгородской области. Устье реки находится в 315 км по левому берегу реки Оскол. Длина реки составляет 28 км, площадь водосборного бассейна 346 км².

## Данные водного реестра
По данным государственного водного реестра России относится к Донскому бассейновому округу, водохозяйственный участок реки — Оскол ниже Старооскольского гидроузла до границы РФ с Украиной, речной подбассейн реки — Северский Донец (российская часть бассейна). Речной бассейн реки — Дон (российская часть бассейна).
По данным геоинформационной системы водохозяйственного районирования территории РФ, подготовленной Федеральным агентством водных ресурсов:
- Код водного объекта в государственном водном реестре — 05010400312107000011950
- Код по гидрологической изученности (ГИ) — 107001195
- Код бассейна — 05.01.04.003
- Номер тома по ГИ — 07
- Выпуск по ГИ — 0